# Amy Siemons
Amy Siemons (Eindhoven, 18 mei 1985) is een Nederlandse wheeler, die zich heeft gespecialiseerd in de 100 en 200 m. 

## Loopbaan
Siemons begon in 2005 met atletiek op recreatief niveau. In 2010 maakte ze haar debuut bij de wedstrijdatletiek op het onderdeel wheelen.
Siemons liep bij haar geboorte zuurstof tekort op, waardoor ze diplegia spastica infantilis kreeg. Ze komt daarom bij het wheelen uit in de klasse T34. Ze wist zich in mei 2012 tijdens de Daniela J. Memorial in Pratteln te kwalificeren voor de Paralympische Zomerspelen 2012 in Londen. Tijdens deze  Paralympische Zomerspelen 2012 in Londen won ze zowel op de 100 meter als de 200 meter een zilveren medaille.
In het dagelijkse leven is Siemons fulltime atlete, nadat zij in 2014 haar studie Financial Services Management heeft afgerond.

## Uitslagen

### Paralympische Spelen
| Evenement   | Resultaat | Onderdeel |
| ----------- | --------- | --------- |
| Londen 2012 | zilver    | 200 m     |
| Londen 2012 | zilver    | 100 m     |

## Persoonlijke records
| Onderdeel | Klasse | Prestatie | Plaats   | Datum       | Opmerkingen |
| --------- | ------ | --------- | -------- | ----------- | ----------- |
| 100 m     | T34    | 18,99 s   | Pratteln | 17 mei 2012 | Ned. record |
| 200 m     | T34    | 33,37 s   | Pratteln | 17 mei 2012 | Ned. record |
| 400 m     | T34    | 66,29 s   | Notwill  | 2012        | Ned. record |